# Flockig slätskivling
Flockig slätskivling (Psilocybe crobula) är en svampart som först beskrevs av Elias Fries, och fick sitt nu gällande namn av Rolf Singer 1962. Flockig slätskivling ingår i släktet slätskivlingar och familjen Strophariaceae.  Arten är reproducerande i Sverige. Inga underarter finns listade i Catalogue of Life.